# IOS 14
iOS 14 è la quattordicesima versione del sistema operativo iOS, sviluppato da Apple. È stato annunciato alla Worldwide Developers Conference (WWDC) il 22 giugno 2020 e lo stesso giorno è stata pubblicata la prima beta per gli sviluppatori; è disponibile per il pubblico dal 16 settembre 2020.

## Caratteristiche

### Interfaccia

#### App Clips
Questa modalità consente di utilizzare un’applicazione senza la necessità di installarla. In questo modo, l'applicativo occupa uno spazio inferiore a 10 MB ed è attivabile direttamente dalla schermata di blocco tramite un tag NFC. Possono anche essere condivise tramite Messaggi o posizionate su siti Web o Mappe.

#### Libreria app
Accessibile tramite uno swipe a sinistra nell’ultima pagina della Home, consiste in una catalogazione delle app suddivise per categorie in base a vari fattori, ad esempio utilizzo, genere, ecc.
È presente inoltre un elenco delle applicazioni in ordine alfabetico e una barra di ricerca per trovarle facilmente.

#### Picture-in-Picture
Questa versione del sistema operativo introduce la modalità Picture-in-Picture (PiP), che consente di riprodurre un video (streaming oppure videochiamata) sotto forma di finestra all’interno di un’altra applicazione, con possibilità di spostarlo e ridimensionarlo a proprio piacimento (cliccandoci sopra due volte è possibile anche scegliere fra tre grandezze preimpostate).

### Novità delle App

#### CarPlay
È possibile aggiungere degli sfondi e si può mettere in moto l’automobile con delle “chiavi digitali”, poggiando semplicemente il nostro iPhone o Apple Watch su una base wireless.
Le chiavi digitali possono inoltre essere condivise tramite Messaggi e iCloud.

#### Dov’è
Viene ora aggiunto il supporto a dispositivi di terze parti.

#### Mappe
Vengono introdotte le guide, con consigli di viaggio, raccomandazioni e dove fermarsi vedendo come arrivarci con diversi mezzi di trasporto. Arriva anche la navigazione in bicicletta, con consigli sulle strade più facili da percorrere e il dislivello.
Inoltre, l’applicazione mostra dove si trovano le stazioni di ricarica per le auto elettriche, mostrando anche le vetture compatibili, ottimizzando gli spostamenti e le fermate.
La funzione Guardati Attorno (simbolo del Cannocchiale) è stata attivata in Italia a settembre 2021 e consente di vedere la panoramica reale delle strade a 360 gradi e di spostarsi tra le strade.

#### Messaggi
Con iOS 14 è possibile fissare in alto le conversazioni, creare dei gruppi, fare delle menzioni (evidenziando il messaggio a cui si sta rispondendo) e l’immagine di profilo sarà tanto più grande quanto la frequenza con cui messaggiamo quel contatto; sono state inoltre introdotte nuove Memoji, tra le quali alcune con la mascherina.
Filtro SMS: le app di terze parti che filtrano gli SMS indesiderati provenienti da mittenti sconosciuti possono mostrare le categorie personalizzate con cui classificano questi messaggi (es. transazioni, promozioni, spam) direttamente nell'app Messaggi.

#### Meteo
Sono state introdotte le previsioni minuto per minuto, la probabilità delle precipitazioni anche nei giorni futuri e il livello dello smog e delle polveri nell'aria.

#### Musica
Apple Music viene totalmente ridisegnato e vengono aggiunte molteplici playlist automatiche in base agli ascolti dell’utente, numerose funzionalità per scoprire nuova musica e una ricerca avanzata.

#### Salute
È possibile monitorare il sonno e gestire i dati nella Health Checklist.

#### Siri
L’interfaccia è ora meno invasiva, ridotta a una piccola sfera in basso con le risposte sotto forma di banner in alto, similmente alle notifiche.
È inoltre possibile mandare messaggi vocali (per ora solo sull’applicazione messaggi) registrando direttamente con Siri.

#### Telefono
L’interfaccia della ricezione chiamate non occupa più tutto lo schermo: un piccolo banner compare in alto e soltanto per il tempo necessario.

#### Traduci
Questa funzione consente di eseguire traduzioni offline in molteplici lingue, senza la necessità di essere connessi a Internet tramite l'app Traduci; inoltre, la funzione è in grado di tradurre in tempo reale le pagine web in Safari.

### Sicurezza e Privacy

#### Accesso limitato alla Libreria Foto
Quando un’app chiede il permesso di accedere alla libreria delle foto, è possibile dargli il permesso di accedere solo agli elementi selezionati di volta in volta invece che all’intera libreria.

#### Indicatore Uso Microfono e Fotocamera
Ogni volta che un’app sta usando il microfono o la fotocamera, viene mostrato un indicatore a forma di pallino di colore arancione o verde.

#### Posizione Approssimativa
È possibile scegliere di comunicare alle app una posizione geografica approssimativa invece che esatta.

#### Trasparenza nel Tracciamento da parte delle app
Le app devono chiedere il consenso all'utente se intendono tracciare le sue attività fra le app e i siti web.

#### Notifica accesso clipboard
Ogni volta che un'app legge il contenuto precedentemente copiato nella clipboard di sistema, viene mostrata una notifica all'utente

#### Sandbox extra in iMessage
In iMessage è stata implementata una ulteriore sandbox con un servizio chiamato BlastDoor che elabora il contenuto dei messaggi in arrivo all'interno di un ambiente sicuro e isolato, dove qualsiasi codice dannoso nascosto all'interno di un messaggio non può interagire o danneggiare il sistema operativo sottostante o recuperare i dati dell'utente

### Altre novità
- Per quanto riguarda gli AirPods, questi possono passare automaticamente da un dispositivo all’altro (in combinazione con macOS Big Sur). Per esempio, se nel momento in cui si sta usando il Mac arriva una chiamata dall’iPhone, gli AirPods cambieranno automaticamente dispositivo;
- È stata rinnovata la tavolozza dei colori nell'editor fotografico di base;
- È possibile rinominare i dispositivi Bluetooth;
- È stata aggiunta la possibilità di creare cartelle per i propri Memo Vocali e per i propri album fotografici;
- È stata aggiunta la ricerca delle emoji nella tastiera.

#### Aggiornamenti
| Versione | Data di rilascio  |
| -------- | ----------------- |
| 14       | 16 settembre 2020 |
| 14.0.1   | 24 settembre 2020 |
| 14.1     | 20 ottobre 2020   |
| 14.2     | 5 novembre 2020   |
| 14.2.1   | 19 novembre 2020  |
| 14.3     | 14 dicembre 2020  |
| 14.4     | 26 gennaio 2021   |
| 14.4.1   | 8 marzo 2021      |
| 14.4.2   | 26 marzo 2021     |
| 14.5     | 26 aprile 2021    |
| 14.5.1   | 3 maggio 2021     |
| 14.6     | 24 maggio 2021    |
| 14.7     | 19 luglio 2021    |
| 14.7.1   | 26 luglio 2021    |
| 14.8     | 13 settembre 2021 |
| 14.8.1   | 26 ottobre 2021   |

## Dispositivi supportati
iOS 14 è di serie nei recenti iPhone 12:
- iPhone 12 Pro
- iPhone 12 Pro Max
- iPhone 12
- iPhone 12 Mini

È invece possibile installare iOS 14 nei seguenti dispositivi: 
- iPhone SE (2ª generazione)
- iPhone 11
- iPhone 11 Pro
- iPhone 11 Pro Max
- iPhone XS
- iPhone XS‌ Max
- iPhone XR
- iPhone X
- iPhone 8 Plus
- iPhone‌ 8
- iPhone‌ 7 Plus
- iPhone 7
- iPhone SE (1ª generazione)
- iPhone‌ 6s Plus
- iPhone 6s
- iPod touch (7ª generazione)